# Бувере, Леон
Бувере Леон (фр. Léon Bouveret, 1850 — †1929) — известный французский врач-терапевт.

## Биография
Леон Бувере родился в 1850 году в маленьком городке Сен-Жюльен-сюр-Ресуз, расположенном в 70 км к северу от Лиона. Его отец был врачом, и занимался воспитанием и обучением сына с раннего детства. Как одаренный ребенок, Леон обнаружил себя уже во время учебы средней школе — в частности, он блестяще выиграл школьный академический конкурс по латинскому стихосложению.
Бувере получил базовое медицинское образование в Лионе, продолжил — в Париже, где он, в 1873 году, занял третье место среди сорока кандидатов в конкурсе на интернатуру в Парижском госпитале (фр. -Hôpitaux de Paris). В 1878 году в возрасте 29 лет, он получил степень доктора и вернулся в Лион. Там он стал директором недавно созданной клиники медицинского факультета в Лионе, которой руководил профессор Рафаэль Лепин (фр. Raphaël Lépine, 1840—1919). В следующем году он стал врачом в госпитале «Hôpitaux de Lyon». В 1880 году Бувере был назначен доцентом.
В 1884 году Леон Бувере со своими молодыми коллегами исследовал вспышки эпидемии холеры в Ардеше, организовывал обследование, лечение и общий уход за больными холерой. За два года Бувере и Раймонд Трипье (фр. Raymond Tripier) написали книги «Лечения тифозной горячки холодными ваннами» — о довольно жёстком, но эффективном методе лечения, который быстро завоевал признание в Лионе.
Вероятно, величайшим достижением Бувере стал учебник «Лечение болезней желудка» (фр. Traité des maladies de l'estomac, 1893) — эта книга оставалась признанным медицинским учебником в течение десятилетий. В этой работе Бувере проявил себя решительным сторонником хирургического лечения болезней желудка и врачом-новатором, который с энтузиазмом поддерживал новые прогрессивные хирургические методы. С 1882 он стал членом редакционного комитета журнала «Lyon médicale», в котором впоследствии опубликовал много своих научных трудов. Все публикации Бувере были переведены на немецкий язык.
Бувере перестал работать в госпитале «Hôpitaux de Lyon» в 1900 году. Однако, во время Первой мировой войны он несколько раз возвращался к своей работе в этом учреждении. Из-за неблагоприятных обстоятельств он никогда не был назначен профессором на факультете. Бувере продолжал свою собственную практику, которая со временем разрослась до обширных масштабов, поскольку много коллег и учеников советовались с ним по поводу своих собственных сложных пациентов. Леон Бувере считался выдающимся диагностом. Он лично принимал участие в уходе за своими пациентами, сам проводил химические и бактериологические исследования.

## Эпонимы
- Синдром Бувере I — острая обструкция желудка или двенадцатиперстной кишки, вызванная желчными конкрементами, которые мигрировали через желче-желудочный или желче-дуоденальный свищ
- Синдром Бувере II — раннее описание пароксизмальной тахикардии

## Публикации
- «Les sueurs morbides». Работа на соискание должности доцента медицинского факультета в Лионе, Paris, 1880
- «Syphilis, ataxie, cardiopathie». Paris, 1885
- «La fièvre typhoïde traité par les bains froids» (совместно с Raymond Tripier) Paris, 1886
- «De la tachyardie essentielle paroxystique» Revue de médecine, Paris, 1889, 9: 753—793, 837—855.
- « Traité d’emphyème» Paris, 1888
- «La neurasthénie» Paris, 1890; 2nd edition, 1891
- «La dyspepsie par hypersécretion gastrique» (совместно с Eugène Devic) Paris, 1891
- «Traité des maladies de l’estomac» Paris, 1893
- «Essai sur la pathogénie du cancer» Paris, 1930